# 索爾茲伯里鎮區 (北卡羅萊納州羅恩縣)
索爾茲伯里鎮區（英語：Salisbury Township）是位於美國北卡羅萊納州羅恩縣的一個鎮區。

## 地方資料
索爾茲伯里鎮區的面積為79.40平方千米，當中陸地面積為77.69平方千米，而水域面積為1.71平方千米。根據2020年美國人口普查的數據，當地共有人口31086人，而人口密度為每平方千米391.51人。